# Kinesisk stridskonst
Kinesisk stridskonst, med den mandarinkinesiska termen vanligen kallad wushu (kinesiska: 武术, wǔshù), i Taiwan vanligen kuoshu (kinesiska: 國術, gǔoshù) och populärt även kung fu eller Gung Fu (功夫, gōngfu), är ett antal kampstilar som har utvecklats under århundraden i Kina. Dessa kampstilar är ofta klassificerade enligt gemensamma drag, som identifierats som "familjer" (家, jiā), "sekter" (派, pài) eller "skolor" (门, mén) av kampsport. Exempel på sådana drag inkluderar fysiska övningar som härmar djur eller utbildningsmetoder inspirerade av kinesisk filosofi, religioner och legender. Stilar som Baguazhang och Qigong, vilka  fokuserar på qi-metoder har fått etiketten Neija (内家拳, nèijiāquán). Andra koncentrerar sig på att förbättra muskel- och motionsträning och är märkta som externa (外家拳, wàijiāquán). Geografisk anknytning, som nordlig (北拳, běiquán) och sydlig (南拳, nánquán), är en annan populär metod att kategorisera.

## Termiminologi
Kung-fu och wushu är termer som har lånats in via engelska språket för att ange kinesisk stridskonst. Men de kinesiska termerna kung fu och wushu har olika betydelser . Wǔshù betyder bokstavligen "kampkonst". Det bildas från de två orden 武术: ". Metoden" 武 (wǔ), vilket betyder "martial" eller "militär" och 术 (shù), vilket innebär konst, disciplin, färdighet eller metod.
Termen wushu har också blivit namnet på den moderna sporten wushu, en uppvisnings- och fullkontaktssport av barhänta och vapen-former (套路, tàolù), anpassade och bedömda efter en rad estetiska kriterier för poäng utvecklades efter 1949 i Folkrepubliken Kina.